# Рамос, Сара
Сара Рамос (англ. Sarah Ramos, род. 21 мая 1991) — американская актриса.

## Биография
Рамос родилась и выросла в Лос-Анджелесе, штат Калифорния, где и начала свою актёрскую карьеру будучи ребёнком. С 2002 по 2005 год она снималась в сериале NBC «Американские мечты», а затем была частью актёрского состава недолго просуществовавшего шоу The CW «Беглецы». Наибольшей известности Рамос добилась после роли старшей дочери персонажей Моники Поттер и Питера Краузе в сериале NBC «Родители». Она была членом регулярного состава первые три сезона, а потом была понижена до периодического появления, когда её персонаж был отправлен в колледж. В 2012 году она получила премию кинофестиваля «Сандэнс» за лучший короткометражный фильм. В 2013 году Рамос была гостем в финальном эпизоде сериала «Частная практика».

## Фильмография
| Год  | Название на русском | Название на английском   | Роль       | Примечания |
| ---- | ------------------- | ------------------------ | ---------- | --- |
| 2001 |                     | In Vein                  | Элизабет   | Короткометражный фильм |
| 2007 |                     | Walking Out on Love      | Джеки      | Короткометражный фильм |
| 2011 |                     | Smorgasbord              | Сильвия    | Короткометражный фильм |
| 2012 |                     | Rugrats                  | Лил        | Короткометражный фильм |
| 2012 | Си-бемоль-кокос     | Why Stop Now?            | Хлоя       | |
| 2012 |                     | The Arm                  |            | Короткометражный фильм Режиссёр, сценарист и продюсер Специальный приз кинофестиваля «Сандэнс» за лучший короткометражный фильм |
| 2012 | Конец любви         | The End of Love          | Сара Рамос | |
| 2013 |                     | Hollywood Hawaiian Hotel | Кит        | Короткометражный фильм |
| 2015 |                     | The Greens Are Gone      | Джилл      | |

| Год       | Название на русском                       | Название на английском                       | Роль                    | Примечания |
| --------- | ----------------------------------------- | -------------------------------------------- | ----------------------- | --- |
| 2002-2005 | Американские мечты                        | American Dreams                              | Пэтти Прайор            | Регулярная роль, 61 эпизод Номинация — Премия «Молодой актёр» лучшей актрисе второго плана на телевидении (2005) Номинация — Премия «Молодой актёр» лучшей актрисе подросткового возраста (2004) Номинация — Премия «Молодой актёр» за лучший актёрский состав на телевидении (2003) |
| 2005      | Клиника                                   | Scrubs                                       | Линдсей                 | Эпизод: «My Big Move» |
| 2006      | Рядом с домом                             | Close to Home                                | Кирстен Салливан        | Эпизод: «Dead or Alive» |
| 2006      | Беглецы                                   | Runaway                                      | Ханна                   | Регулярная роль, 10 эпизодов |
| 2007      | Закон и порядок                           | Law & Order                                  | Мэри Риз                | Эпизод: «Good Faith» |
| 2008      | Волшебники из Вэйверли Плэйс              | Wizards of Waverly Place                     | Изабелла                | Эпизод: «Beware Wolf» |
| 2008      | Без следа                                 | Without a Trace                              | Дарби Векслер           | Эпизод: «True/False» |
| 2009      | Обмани меня                               | Lie to Me                                    | Райли Беренсон          | Эпизод: «A Perfect Score» |
| 2009      | Говорящая с призраками                    | Ghost Whisperer                              | Кортни                  | Эпизод: «Greek Tragedy» |
| 2010-2014 | Родители                                  | Parenthood                                   | Хэдди Брэйверман        | Регулярная роль (сезоны 1-3); Приглашенная звезда (сезоны 4-6), 59 эпизодов Номинация — ALMA Award за лучшую женскую роль второго плана на телевидении (2011—2012) |
| 2013      | Частная практика                          | Private Practice                             | Холли                   | Эпизод: «In Which We Say Goodbye» |
| 2017- …   | Миднайт, Техас                            | Midnignt, Texas                              | Крик Ловелл, официантка | Регулярная роль |
| 2022      | Время побеждать: Расцвет династии Лейкерс | Winning Time: The Rise of the Lakers Dynasty | Шерил Пистоно           | |
| 2023—2024 | Медведь                                   | The Bear                                     | Джессика                | 3 эпизода |